# Division de Bannu
La division de Bannu (en ourdou : بنوں ڈویژن) est une subdivision administrative du sud de la province de Khyber Pakhtunkhwa au Pakistan. Elle compte près de trois millions d'habitants en 2023, et sa capitale est Bannu. Elle est arrosée par les rivières Kurram et Gambila.
La division regroupe les districts suivant :
- district de Lakki Marwat
- district de Bannu
- district du Waziristan du Nord depuis 2018

Frontalière avec l'Afghanistan, la division est majoritairement peuplée de Pachtounes, et sa frontière est contestée par le pays voisin. Peu développée et très rurale, la division est reculée et nourrit un sentiment de méfiance vis-à-vis du pouvoir central. Elle est au cœur de l'insurrection islamiste au Pakistan et les opérations de l'armée pakistanaise ont permis de repousser les insurgés talibans, mais ont causé de nombreuses victimes collatérales, notamment au Waziristan du Nord.

## Histoire
La subdivision est créée à la fin du XIXe siècle par le pouvoir colonial du Raj britannique. Elle est alors connue sous le nom de « district de Bannu », bien plus large que l'actuel district. Avec l'indépendance du Pakistan en 1947, la région est alors incluse au sein de la division de Dera Ismail Khan. C'est lors du recensement de 1981 que la division de Bannu est pour la première fois séparée de sa voisine.
Comme l'ensemble des divisions pakistanaises, la subdivision a été abrogée en 2000 avant d'être rétablie en 2008. En 2018, avec la réforme supprimant les régions tribales, le Waziristan du Nord rejoint la division.

## Population

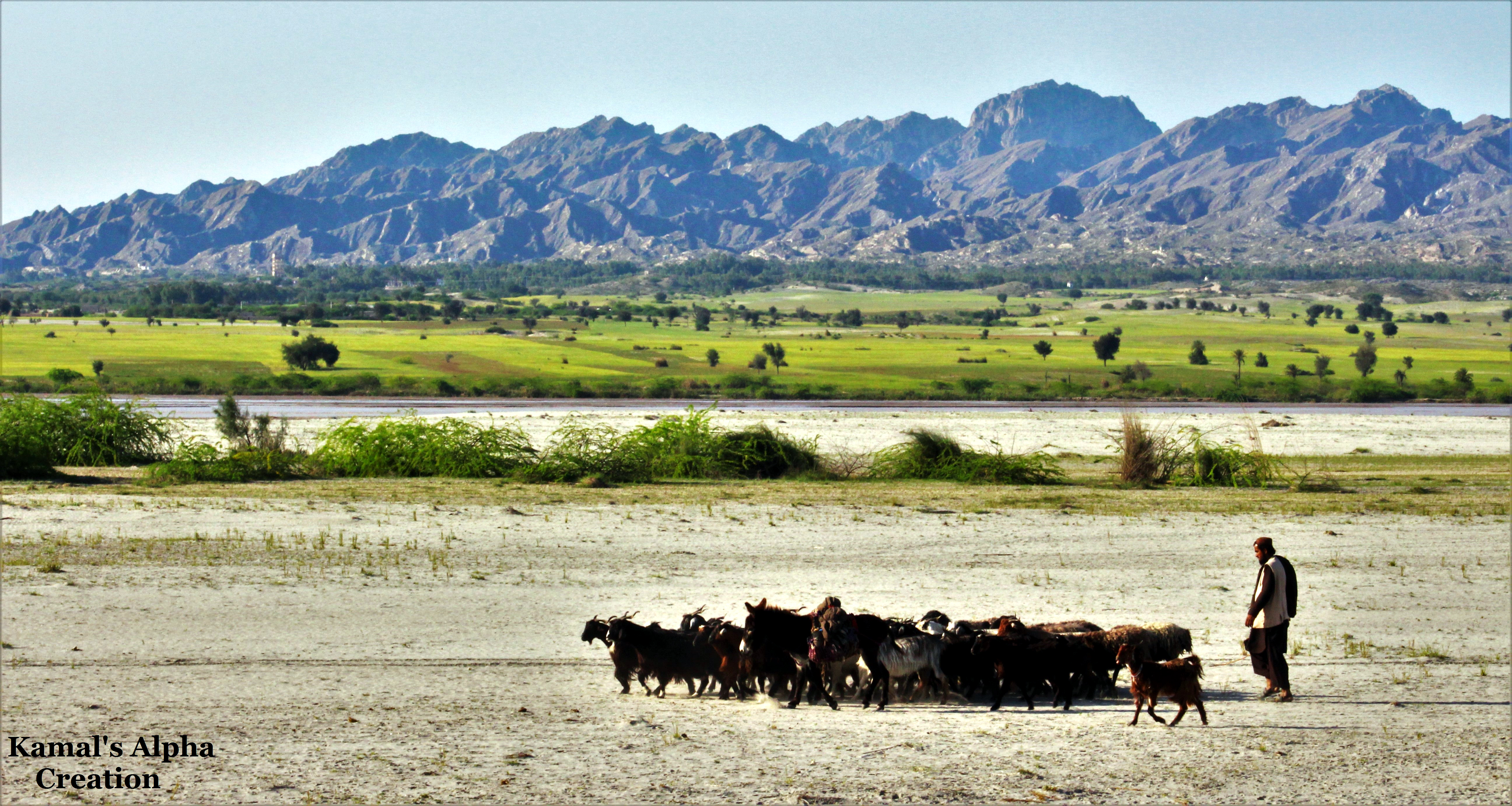
Paysages de Lakki Marwat.

La population de la division s'affiche à 3 092 078 habitants selon le recensement de 2023, dont seulement 5 % sont urbains, ce qui en fait l'une des divisions les plus rurales du pays.
L'alphabétisation s'établit à 42 %, bien moins que la moyenne provinciale de 51 %, dont 59 % pour les hommes et 24 % pour les femmes, l'une des disparités de genres les plus élevées du pays.
Signe de la vitalité démographique du district, 17,7 % de la population est âgée de moins de cinq ans en 2023, contre 15,6 % pour la province et 15,2 % pour le pays.
La grande majorité des habitants de la division sont des Pachtounes et la langue la plus parlée est le pachto, pour près de 99,4 % d'après le recensement de 2023. On compte quelques petites minorités parlant ourdou et pendjabi (0,2 % chacun) ainsi que baloutchi (0,1 %).

## Religion

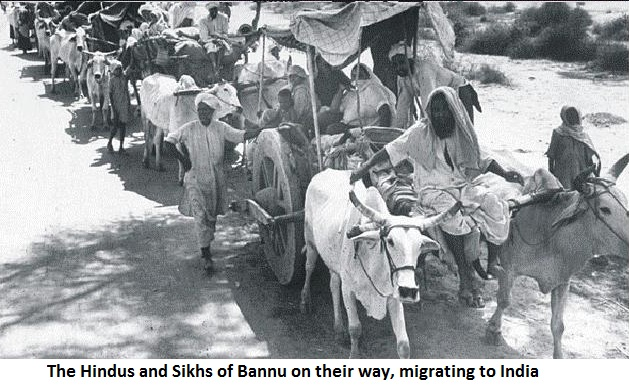
Hindous et sikhs de Bannu fuyant la région lors de la partition des Indes.

Largement majoritairement musulmane, la division comprenait toutefois une large minorité hindouiste (presque 11 % en 1941) et une petite minorité sikhe (2 %) avant la partition des Indes et la création du Pakistan en 1947. Ces communautés étaient même en légère progression sous la domination britannique. Dans un contexte d'affrontements inter-religieux, les communautés non-musulmanes ont largement fuit la région pour s'installer en Inde. Depuis lors, la population est quasi-exclusivement musulmane. 
Selon le recensement de 2023, les hindous et sikhs représentent à peine 0,1 % de la population, moins d'un millier d'individus. Les chrétiens sont en revanche un peu plus nombreux qu'en 1941 : presque 9 000 fidèles ou 0,3 % de la population.
| Religion      | 1881    | 1881    | 1901    | 1901    | 1921    | 1921    | 1941    | 1941    |
| Religion      | Pop.    | %       | Pop.    | %       | Pop.    | %       | Pop.    | %       |
| ------------- | ------- | ------- | ------- | ------- | ------- | ------- | ------- | ------- |
| Islam         | 301 002 | 90,51 % | 206 429 | 89,18 % | 219 695 | 89,04 % | 257 648 | 87,06 % |
| Hindouisme    | 30 643  | 9,21 %  | 22 178  | 9,58 %  | 23 509  | 9,53 %  | 31 471  | 10,63 % |
| Sikhisme      | 790     | 0,24 %  | 2 673   | 1,15 %  | 3 286   | 1,33 %  | 6 112   | 2,07 %  |
| Christianisme | 82      | 0,02 %  | 183     | 0,08 %  | 244     | 0,1 %   | 699     | 0,24 %  |
| Jaïnisme      | 60      | 0,02 %  | 22      | 0,01 %  | 0       | 0 %     | 0       | 0 %     |
| Total         | 332 577 | 100 %   | 231 485 | 100 %   | 246 734 | 100 %   | 295 930 | 100 %   |

## Administration

### Villes

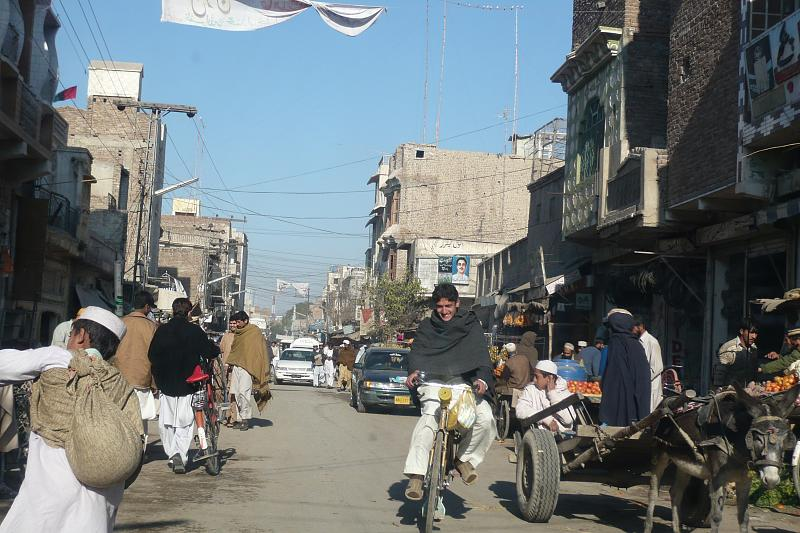
La ville de Bannu en 2008.

Essentiellement rurale, la division ne comporte que quatre villes pour un total de 153 970 habitants. Lakki Marwat est la plus grande puisqu'elle regroupe presque la moitié de la population, tandis que le chef-lieu de division Bannu est la deuxième plus grande.
| Ville         | Population (rec. 2023) |
| ------------- | ---------------------- |
| Lakki Marwat  | 70 759                 |
| Bannu         | 48 398                 |
| Serai Naurang | 32 330                 |
| Miranshah     | 4 131                  |

### Districts
| District           | Chef-lieu    | Superficie (km²) | Pop. (2023) | Densité (hab./km²) | Alphabétisation | % urbains | pop. - 5 ans |
| ------------------ | ------------ | ---------------- | ----------- | ------------------ | --------------- | --------- | ------------ |
| Waziristan du Nord | Miranshah    | 4 707            | 693 332     | 147                | 32,8 %          | 0,6 %     | 19,5 %       |
| Bannu              | Bannu        | 1 972            | 1 357 890   | 689                | 41,8 %          | 3,6 %     | 16,8 %       |
| Lakki Marwat       | Lakki Marwat | 3 296            | 1 040 856   | 316                | 48,5 %          | 9,9 %     | 17,8 %       |